# Treitol
Treitol je šećerni alkohol sa četiri ugljenika. Njegova molekulska formula je . On se prvenstveno koristi kao intermedijar u hemijskoj sintezi drugih jedinjenja. On je dijastereoizomer eritritola.